# Ересели
Ересели или Ресели (на гръцки: Ποντοηράκλεια, Пондоираклия, до 1954 година Ερεσελή, Ερεσελίον, Ересели, Ереселион) е село в Гърция, дем Пеония, област Централна Македония.

## География
Селото е разположено северно от град Ругуновец (Поликастро), близо до границата със Северна Македония. Южно от селото е разположено Арджанското езеро, което днес е почти напълно пресушено.

## История
В местността Чаушица (Tσαουσίτσα) или Кастри, Кастракия е открито праисторическо селище и некропол от желязната епоха, обявено в 1994 година за защитен археологически паметник.

### В Османската империя
В началото на XX век Ересели е турско село в Гевгелийската каза на Османската империя. Според статистиката на Васил Кънчов („Македония. Етнография и статистика“) в 1900 година Ереселий има 188 жители турци.
В 1894 година Густав Вайганд в „Аромъне“ пише, че в Ерезели „живѣятъ прѣзъ зимата аромѫне“.

### В Гърция
След Междусъюзническата война в 1913 година селото остава в Гърция. Боривое Милоевич пише в 1921 година („Южна Македония“), че Ресели има 40 къщи турци. Населението му се изселва в Турция и на негово място са настанени понтийски гърци бежанци от Турция. В 1928 година селото е изцяло бежанско с 92 семейства и 333 жители бежанци. В 1954 година селото е прекръстено на Пондоираклия, в превод Понтийска Ираклия.
Преброявания
- 2001 година - 812 души
- 2011 година - 692 души